# B.L. Stryker
B.L. Stryker ist eine US-amerikanische Krimiserie in Spielfilmlänge mit Burt Reynolds in der Titelrolle als Privatdetektiv in Palm Beach. Die insgesamt zwölf Folgen wurden von 1989 bis 1990 im Rahmen eines Revivals des NBC Mystery Movie abwechselnd mit Columbo und der frühzeitig abgesetzten Serie Gideon Oliver ausgestrahlt.

## Handlung
Der ehemalige Polizist Buddy Lee, kurz B.L., Stryker lebt auf einem alten Hausboot in Palm Beach. Er hat seinen Dienst quittiert, nachdem er eine Mordserie in New Orleans nicht aufklären konnte. Zurück in seiner Heimatstadt arbeitet er als Privatdetektiv. Sein Mitbewohner, der ehemalige Schwergewichtsboxer Oz Jackson, und seine Sekretärin Lynda Lennox stehen ihm zur Seite. Weitere Hauptpersonen der Serie sind Strykers Exfrau Kimberly Baskin sowie sein Vermieter Oliver Wardell.
Bereits in der ersten Folge wird Stryker von der Vergangenheit eingeholt, als sich die Mordserie aus New Orleans nun in Palm Beach fortzusetzen scheint.

## Hintergrund
Regie führten neben Burt Reynolds (drei Episoden) unter anderem Stuart Margolin und Hal Needham. Ausführender Produzent der Serie war Tom Selleck. In Gastrollen waren unter anderem Loni Anderson, Dom DeLuise, Ned Beatty, Douglas Fairbanks junior, Ricardo Montalbán, Julianne Moore, Helen Shaver und Paul Gleason zu sehen. Neil Patrick Harris trat als Kinderdarsteller in einer seiner frühen Rollen auf.
Burt Reynolds wurde in der Serie von Volkert Kraeft synchronisiert. Stuntman James C. Lewis, der in der Serie eine Nebenrolle innehatte, war das Stuntdouble von Burt Reynolds.

## DVD-Veröffentlichung
2008 erschien die komplette Serie in den Vereinigten Staaten auf DVD. Eine deutschsprachige Veröffentlichung erfolgte bislang nicht.

## Auszeichnungen
Emmyverleihung
- 1989: Nominierung in der Kategorie Gastdarstellerin in einer Dramaserie für Maureen Stapleton

Edgar Allan Poe Award
- 1990: Nominierung in der Kategorie Bestes Drehbuch für eine Episode einer Fernsehserie für Robert B. Parker und Joan H. Parker

Young Artist Award
- 1989: Nominierung in der Kategorie Beste Gastdarstellerin in einer Fernsehserie  für Lindsley Allen